# Zabromorphus punctipennis
Zabromorphus punctipennis är en skalbaggsart som först beskrevs av Schmidt 1892.  Zabromorphus punctipennis ingår i släktet Zabromorphus och familjen stumpbaggar. Inga underarter finns listade i Catalogue of Life.